# 이방 캉탱
이방 캉탱(프랑스어: Yvan Quentin, 1970년 5월 2일, 발레 주 코용베-뮈라 ~)은 스위스의 전직 축구 수비수이다.
그는 1992년부터 2002년까지 스위스 국가대표팀 경기에 41번 출전했다. 그는 1994년 월드컵에서 4경기를 출전했고, 유오 1996의 선수 명단에도 이름을 올렸다.
그는 전 스위스 국가대표 선수인 르네-피에르의 조카이기도 하다.

## 수상

### 선수
시옹
- 나치오날리가 A: 1991–92, 1996–97
- 스위스컵: 1994–95, 1995–96, 1996–97[1]

취리히
- 스위스컵: 1999–2000[2]